# Didymocentrus lesueurii
Espèce
Synonymes
- Scorpio lesueurii Gervais, 1844
- Diplocentrus antillanus Pocock, 1893

Didymocentrus lesueurii est une espèce de scorpions de la famille des Diplocentridae.

## Distribution
Cette espèce est endémique de Sainte-Lucie.

## Description
Le mâle décrit par Francke en 1978 mesure 45,00 mm et les femelles de 44,10 à 45,00 mm.
La femelle décrite par Teruel et Questel en 2020 mesure 43,50 mm et les mâles de 43,05 à 46,65 mm.

## Systématique et taxinomie
Cette espèce a été décrite sous le protonyme Scorpio lesueurii par Gervais en 1844. Elle est placée dans le genre Didymocentrus par Kraepelin en 1905.
Diplocentrus antillanus a été placée en synonymie par Francke en 1978.

## Étymologie
Cette espèce est nommée en l'honneur de Charles Alexandre Lesueur.

## Publication originale
- Gervais, 1844 : Remarques sur la famille des scorpions et description de plusieurs espèces nouvelles de la collection du Muséum. Archives du Muséum d'Histoire Naturelle, Paris, vol. 4, p. 201-240 (texte intégral).